# Divided Multitude
Divided Multitude ist eine norwegische Power- und Progressive-Metal-Band aus Brekstad, die im Jahr 1995 gegründet wurde.

## Geschichte
Die Band wurde im Jahr 1995 gegründet. Nachdem 1996 und 1997 mit Stranded und Tale of Tomorrow jeweils ein Demo veröffentlicht worden war, erreichte die Band einen Vertrag bei Sensory Records und veröffentlichten bei diesem Label im Jahr 1999 ihr Debütalbum Inner Self. Der Veröffentlichung folgte eine Tour durch Norwegen und Dänemark mit der schwedischen Band Hollow. Das zweite Album Falling to Pieces erschien im Jahr 2002. Danach folgte eine Festivaltour, die einen Auftritt auf dem ProgPower Europe einschloss. Ab 2004 war die Band inaktiv, damit sich die Bandmitglieder anderen Projekten widmen konnten. 2007 fanden die Mitglieder wieder zusammen und nahmen das Demo Guardian Angel auf. Gegen Ende des Jahres 2008 wurde im Skansen Lydstudio und den @home Studios ein weiteres aufgenommen. Gemastert wurde dies von Jacob Hansen in den Hansen Studios. 2009 erreichte die Band einen Vertrag mit Silverwolf Productions und veröffentlichte bei diesem das Album Guardian Angel auf.

## Stil
Die Band spielt progressiven Power Metal, wobei in den Liedern meist weniger der Schwerpunkt auf der Arbeit an den Instrumenten liegt, sondern das Lied selbst im Vordergrund steht.

## Diskografie
- 1996: Stranded (Demo, Eigenveröffentlichung)
- 1997: Tale of Tomorrow (Demo, Eigenveröffentlichung)
- 1999: Inner Self (Album, Sensory Records)
- 2002: Falling to Pieces (Album, Sensory Records)
- 2007: Guardian Angel (Demo, Sensory Records)
- 2010: Guardian Angel (Album, Silverwolf Productions)
- 2013: Feed on Your Misery (Album, Fireball Records)
- 2015: Divided Multitude (Album, Eigenveröffentlichung)